# Giovanni di Hohenzollern-Sigmaringen
Giovanni di Hohenzollern-Sigmaringen (Sigmaringen, 17 agosto 1578 – Monaco di Baviera, 22 marzo 1638) è stato conte di Hohenzollern-Sigmaringen dal 1606 al 1623 e, dopo che venne elevato nel 1622 al rango principesco, primo principe di Hohenzollern-Sigmaringen dal 1623 al 1638.

## Biografia

### Infanzia
Giovanni era figlio del conte Carlo II di Hohenzollern-Sigmaringen. Con la morte del padre, l'8 aprile 1606 Giovanni ottenne il governo della contea.

### Matrimonio
Giovanni di Hohenzollern-Sigmaringen nel 1602 sposò la contessa Giovanna di Hohenzollern-Hechingen (1581-1634), figlia del cugino del padre, il conte Eitel Federico I di Hohenzollern-Hechingen. 

### Carriere militare

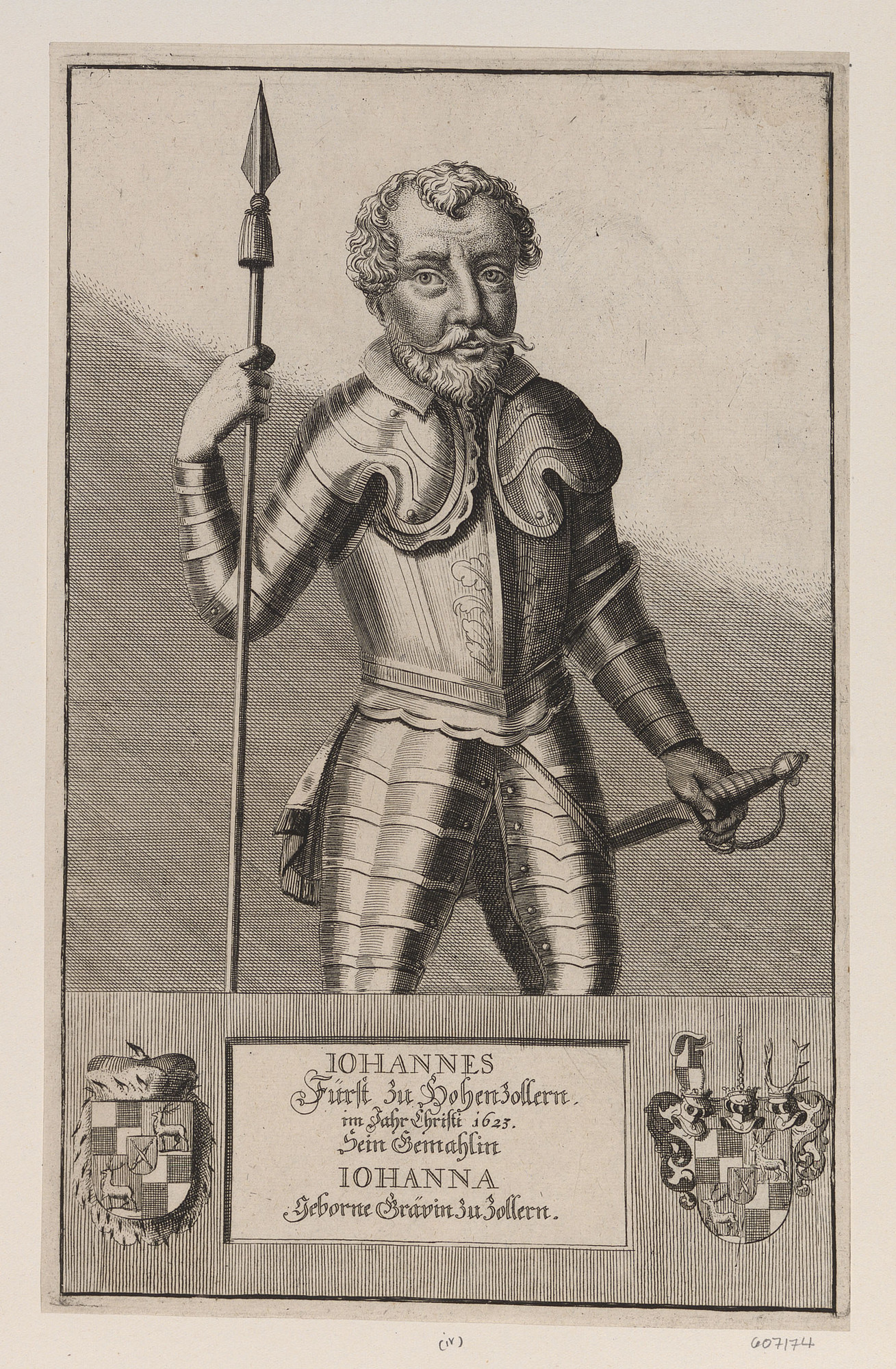
Giovanni, principe di Hohenzollern-Sigmaringen in una stampa dell'epoca

A differenza degli altri rami della famiglia Hohenzollern, i Sigmaringen erano rimasti cattolici. Giovanni, personalmente, seguendo questa linea, si alleò strettamente con il Ducato di Baviera e con altre potenze della Lega Cattolica in Europa.
L'alleanza con il Massimiliano I, elettore di Baviera e l'imperatore Ferdinando II d'Asburgo lo ripagò ampiamente. Nel 1623, dopo che la Boemia venne definitivamente assoggettata all'Impero e la Baviera ascese al rango di Elettorato, Giovanni venne ricompensato con l'avanzamento di titolo: il parlamento riunito a Ratisbona garantì al Conte Giovanni di Hohenzollern-Sigmaringen il titolo di principe per sé e per i propri discendenti. Anche il conte Giovanni Giorgio di Hohenzollern-Hechingen, suo cugino di primo grado (figlio del fratello di Carlo II, suo padre) ottenne il titolo di principe.

### Ultimi anni e morte
Nel 1632 la Svezia occupò Sigmaringen che venne saccheggiata e poi abbandonata l'anno seguente. Giovanni a quel tempo si trovava però in Baviera, dove morì nel 1638 all'età di 60 anni.

## Discendenza
Dal matrimonio tra il principe Giovanni e la contessa Giovanna di Hohenzollern-Hechingen nacquero i seguenti eredi:
- Mainardo I (1605-1681), Principe di Hohenzollern-Sigmaringen
- Maria (1606-1674), sposò nel 1625 il conte Paul Andreas von Wolkenstein (1595-1635) e poi si risposò col barone Rudolf Georg von Haßlang
- Eufrosina Sibilla (1607-1636), sposò nel 1628 il conte Ernst Benno von Wartenberg

## Ascendenza
|                                         |                           |                                                | Genitori                                     |  |  | Nonni |  |  | Bisnonni                              |  |  | Trisnonni                             |  |
|                                         |                           |                                                |                                              |  |  |       |  |  | 8. Eitel Federico III di Hohenzollern |  |  | 16. Eitel Federico II di Hohenzollern |  |
|                                         |                           |                                                |                                              |  |  |       |  |  | 8. Eitel Federico III di Hohenzollern |  |  | 16. Eitel Federico II di Hohenzollern |  |
|                                         |                           | 17. Maddalena di Brandenburgo                  |                                              |  |  |       |  |  | 8. Eitel Federico III di Hohenzollern |  |  |                                       |  |
| 4. Carlo I di Hohenzollern              |                           |                                                |                                              |  |  |       |  |  | 8. Eitel Federico III di Hohenzollern |  |  |                                       |  |
|                                         |                           | 9. Giovanna di Witthem                         | 18. Filippo di Witthem                       |  |  |       |  |  |                                       |  |  |                                       |  |
|                                         |                           | 9. Giovanna di Witthem                         | 18. Filippo di Witthem                       |  |  |       |  |  |                                       |  |  |                                       |  |
|                                         |                           | 9. Giovanna di Witthem                         | 19. Giovanna di Halewijn                     |  |  |       |  |  |                                       |  |  |                                       |  |
| 2. Carlo II di Hohenzollern-Sigmaringen |                           | 9. Giovanna di Witthem                         |                                              |  |  |       |  |  |                                       |  |  |                                       |  |
|                                         |                           | 10. Ernesto di Baden-Durlach                   | 20. Cristoforo I di Baden                    |  |  |       |  |  |                                       |  |  |                                       |  |
|                                         |                           | 10. Ernesto di Baden-Durlach                   | 20. Cristoforo I di Baden                    |  |  |       |  |  |                                       |  |  |                                       |  |
|                                         |                           | 10. Ernesto di Baden-Durlach                   | 21. Ottilia di Katzenelnbogen                |  |  |       |  |  |                                       |  |  |                                       |  |
| 5. Anna di Baden-Durlach                |                           | 10. Ernesto di Baden-Durlach                   |                                              |  |  |       |  |  |                                       |  |  |                                       |  |
|                                         |                           | 11. Elisabetta di Brandeburgo-Ansbach-Kulmbach | 22. Federico I di Brandeburgo-Ansbach        |  |  |       |  |  |                                       |  |  |                                       |  |
|                                         |                           | 11. Elisabetta di Brandeburgo-Ansbach-Kulmbach | 22. Federico I di Brandeburgo-Ansbach        |  |  |       |  |  |                                       |  |  |                                       |  |
|                                         |                           | 11. Elisabetta di Brandeburgo-Ansbach-Kulmbach | 23. Sofia di Polonia                         |  |  |       |  |  |                                       |  |  |                                       |  |
| 1. Giovanni di Hohenzollern-Sigmaringen |                           | 11. Elisabetta di Brandeburgo-Ansbach-Kulmbach |                                              |  |  |       |  |  |                                       |  |  |                                       |  |
|                                         | 12. Luigi XV di Oettingen | 24. Wolfgang I di Oettingen                    |                                              |  |  |       |  |  |                                       |  |  |                                       |  |
|                                         | 12. Luigi XV di Oettingen | 24. Wolfgang I di Oettingen                    |                                              |  |  |       |  |  |                                       |  |  |                                       |  |
|                                         | 12. Luigi XV di Oettingen | 25. Anna di Waldburg-Waldsee                   |                                              |  |  |       |  |  |                                       |  |  |                                       |  |
| 6. Federico V di Oettingen-Wallerstein  | 12. Luigi XV di Oettingen |                                                |                                              |  |  |       |  |  |                                       |  |  |                                       |  |
|                                         |                           | 13. Maria Salomè di Hohenzollern               | 26. Eitel Federico II di Hohenzollern (= 16) |  |  |       |  |  |                                       |  |  |                                       |  |
|                                         |                           | 13. Maria Salomè di Hohenzollern               | 26. Eitel Federico II di Hohenzollern (= 16) |  |  |       |  |  |                                       |  |  |                                       |  |
|                                         |                           | 13. Maria Salomè di Hohenzollern               | 27. Maddalena di Brandenburgo (= 17)         |  |  |       |  |  |                                       |  |  |                                       |  |
| 3. Eufrosina di Oettingen-Wallerstein   |                           | 13. Maria Salomè di Hohenzollern               |                                              |  |  |       |  |  |                                       |  |  |                                       |  |
|                                         |                           | 14. Martino di Oettingen-Flochberg             | 28. Gioacchino di Oettingen-Flochberg        |  |  |       |  |  |                                       |  |  |                                       |  |
|                                         |                           | 14. Martino di Oettingen-Flochberg             | 28. Gioacchino di Oettingen-Flochberg        |  |  |       |  |  |                                       |  |  |                                       |  |
|                                         |                           | 14. Martino di Oettingen-Flochberg             | 29. Dorotea di Anhalt-Köthen                 |  |  |       |  |  |                                       |  |  |                                       |  |
| 7. Eufrosina di Oettingen-Flochberg     |                           | 14. Martino di Oettingen-Flochberg             |                                              |  |  |       |  |  |                                       |  |  |                                       |  |
|                                         |                           | 15. Anna di Leuchtenberg                       | 30. Giovanni IV di Leuchtenberg              |  |  |       |  |  |                                       |  |  |                                       |  |
|                                         |                           | 15. Anna di Leuchtenberg                       | 30. Giovanni IV di Leuchtenberg              |  |  |       |  |  |                                       |  |  |                                       |  |
|                                         |                           | 15. Anna di Leuchtenberg                       | 31. Margherita di Schwarzburg-Rudolstadt     |  |  |       |  |  |                                       |  |  |                                       |  |
|                                         |                           | 15. Anna di Leuchtenberg                       |                                              |  |  |       |  |  |                                       |  |  |                                       |  |